# Rababe Arafi
Rababe Arafi (ur. 12 stycznia 1991) – marokańska lekkoatletka specjalizująca się w biegach średnich.
Dwunasta zawodniczka biegu na 3000 metrów podczas mistrzostw świata juniorów młodszych w Ostrawie (2007). W 2012 została mistrzynią Afryki w biegu na 1500 metrów, a rok później zdobyła złote medale igrzysk frankofońskich oraz igrzysk solidarności islamskiej. Brązowa medalistka afrykańskiego czempionatu w Marrakeszu (2014). W 2015 zdobyła srebrny medal mistrzostw panarabskich oraz startowała na mistrzostwach świata w Pekinie, podczas których zajęła 4. miejsce w biegu na 800 metrów oraz była dziewiąta na dystansie 1500 metrów. W 2016 zdobyła srebrny medal na mistrzostwach Afryki w Durbanie oraz zajęła 12. miejsce na dystansie 1500 metrów podczas igrzysk olimpijskich w Rio de Janeiro. Mistrzyni igrzysk frankofońskich z Abidżanu (2017) oraz ósma zawodniczka mistrzostw świata (oba w biegu na 1500 metrów).

## Osiągnięcia
| Rok  | Impreza                                   | Miejsce        | Konkurencja        | Pozycja     | Wynik   |
| ---- | ----------------------------------------- | -------------- | ------------------ | ----------- | ------- |
| 2007 | Mistrzostwa świata juniorów młodszych     | Ostrawa        | bieg na 3000 m     | 12. miejsce | 9:47,25 |
| 2012 | Mistrzostwa Afryki                        | Porto-Novo     | bieg na 1500 m     | 1. miejsce  | 4:05,80 |
| 2013 | Mistrzostwa panarabskie                   | Doha           | bieg na 1500 m     | 9. miejsce  | 4:05,22 |
| 2013 | Mistrzostwa świata                        | Moskwa         | bieg na 1500 m     | półfinał    | 4:09,86 |
| 2013 | Igrzyska frankofońskie                    | Nicea          | bieg na 1500 m     | 1. miejsce  | 4:18,70 |
| 2013 | Igrzyska solidarności islamskiej          | Palembang      | bieg na 1500 m     | 1. miejsce  | 4:19,27 |
| 2014 | Halowe mistrzostwa świata                 | Sopot          | bieg na 1500 m     | –           | DQ      |
| 2014 | Mistrzostwa Afryki                        | Marrakesz      | bieg na 1500 m     | 3. miejsce  | 4:12,08 |
| 2015 | Mistrzostwa panarabskie                   | Manama         | bieg na 1500 m     | 2. miejsce  | 5:22,30 |
| 2015 | Mistrzostwa świata                        | Pekin          | bieg na 800 m      | 4. miejsce  | 1:58,90 |
| 2015 | Mistrzostwa świata                        | Pekin          | bieg na 1500 m     | 9. miejsce  | 4:13,66 |
| 2015 | Światowe wojskowe igrzyska sportowe       | Mungyeong      | bieg na 1500 m     | 5. miejsce  | 4:21,17 |
| 2016 | Halowe mistrzostwa świata                 | Portland       | bieg na 1500 m     | eliminacje  | 4:10,82 |
| 2016 | Mistrzostwa Afryki                        | Durban         | bieg na 800 m      | 5. miejsce  | 2:01,49 |
| 2016 | Mistrzostwa Afryki                        | Durban         | bieg na 1500 m     | 2. miejsce  | 4:03,95 |
| 2016 | Igrzyska olimpijskie                      | Rio de Janeiro | bieg na 800 m      | eliminacje  | DNF     |
| 2016 | Igrzyska olimpijskie                      | Rio de Janeiro | bieg na 1500 m     | 12. miejsce | 4:15,16 |
| 2017 | Igrzyska solidarności islamskiej          | Baku           | bieg na 1500 m     | 1. miejsce  | 4:18,82 |
| 2017 | Igrzyska solidarności islamskiej          | Baku           | sztafeta 4 × 400 m | –           | DQ      |
| 2017 | Igrzyska frankofońskie                    | Abidżan        | bieg na 1500 m     | 1. miejsce  | 4:17,23 |
| 2017 | Mistrzostwa świata                        | Londyn         | bieg na 1500 m     | 8. miejsce  | 4:04,35 |
| 2018 | Halowe mistrzostwa świata                 | Birmingham     | bieg na 1500 m     | 8. miejsce  | 4:14,94 |
| 2018 | Igrzyska śródziemnomorskie                | Tarragona      | bieg na 800 m      | 1. miejsce  | 2:01,01 |
| 2018 | Igrzyska śródziemnomorskie                | Tarragona      | bieg na 1500 m     | 1. miejsce  | 4:12,83 |
| 2018 | Puchar interkontynentalny                 | Ostrawa        | bieg na 1500 m     | 3. miejsce  | 4:17,19 |
| 2019 | Mistrzostwa świata w biegach przełajowych | Aarhus         | seniorzy, mikst    | 2. miejsce  | 26:22   |
| 2019 | Igrzyska afrykańskie                      | Rabat          | bieg na 800 m      | 2. miejsce  | 2:03,20 |
| 2019 | Mistrzostwa świata                        | Doha           | bieg na 800 m      | 7. miejsce  | 2:00,48 |
| 2019 | Mistrzostwa świata                        | Doha           | bieg na 1500 m     | 9. miejsce  | 3:59,93 |
| 2021 | Igrzyska olimpijskie                      | Tokio          | bieg na 800 m      | półfinał    | 1:59,86 |
| 2021 | Igrzyska olimpijskie                      | Tokio          | bieg na 1500 m     | eliminacje  | DNF     |
| 2023 | Mistrzostwa panarabskie                   | Marrakesz      | bieg na 1500 m     | 1. miejsce  | 4:24,37 |
| 2023 | Igrzyska frankofońskie                    | Kinszasa       | bieg na 1500 m     | 3. miejsce  | 4:45,42 |

## Rekordy życiowe
- Bieg na 800 metrów (stadion) – 1:57,47 (2018)
- Bieg na 800 metrów (hala) – 2:02,49 (2018)
- Bieg na 1500 metrów (stadion) – 3:58,84 (2019) rekord Maroka
- Bieg na 1500 metrów (hala) – 4:02,46 (2020) rekord Maroka
- Bieg na milę – 4:18,42 (2019) rekord Maroka
- Bieg na milę (hala) – 4:29,74 (2019) rekord Maroka